# Agorius lindu
Agorius lindu är en spindelart som beskrevs av Prószynski 2008 [2009. Agorius lindu ingår i släktet Agorius och familjen hoppspindlar. Inga underarter finns listade i Catalogue of Life.